# Europees kampioenschap voetbal 2008/Groep D
Groep D van het Europees kampioenschap voetbal 2008 begon op 10 juni 2008 en eindigde op 18 juni 2008. De groep bestond uit Spanje, Rusland, Griekenland en Zweden. Spanje en Rusland gingen beide door. De twee landen zouden in de halve finale opnieuw tegenover elkaar staan.
| Land        | Wed | Win | Gel | Ver | DV | DT | +/− | Pnt |
| ----------- | --- | --- | --- | --- | -- | -- | --- | --- |
| Spanje      | 3   | 3   | 0   | 0   | 8  | 3  | +5  | 9   |
| Rusland     | 3   | 2   | 0   | 1   | 4  | 4  | 0   | 6   |
| Zweden      | 3   | 1   | 0   | 2   | 3  | 4  | –1  | 3   |
| Griekenland | 3   | 0   | 0   | 3   | 1  | 5  | –4  | 0   |

|                                               |                                    |                  |                    |                                                                                        |
| 10 juni 2008 «onderlinge duels» 18:00 (UTC+2) | Spanje                             | 4 – 1            | Rusland            | Tivoli Neu, Innsbruck Toeschouwers: 30.772 Scheidsrechter: Konrad Plautz ( Oostenrijk) |
| 10 juni 2008 «onderlinge duels» 18:00 (UTC+2) | Villa 20', 44', 75' Fàbregas 90+1' | Wedstrijdverslag | 86' Pavljoetsjenko | Tivoli Neu, Innsbruck Toeschouwers: 30.772 Scheidsrechter: Konrad Plautz ( Oostenrijk) |

|                                               |             |                  |                             |                                                                                               |
| 10 juni 2008 «onderlinge duels» 20:45 (UTC+2) | Griekenland | 0 – 2            | Zweden                      | Wals-Siezenheim, Salzburg Toeschouwers: 31.063 Scheidsrechter: Massimo Busacca ( Zwitserland) |
| 10 juni 2008 «onderlinge duels» 20:45 (UTC+2) |             | Wedstrijdverslag | 67' Ibrahimović 72' Hansson | Wals-Siezenheim, Salzburg Toeschouwers: 31.063 Scheidsrechter: Massimo Busacca ( Zwitserland) |

|                                               |                 |                  |                        |                                                                                     |
| 14 juni 2008 «onderlinge duels» 18:00 (UTC+2) | Zweden          | 1 – 2            | Spanje                 | Tivoli Neu, Innsbruck Toeschouwers: 30.772 Scheidsrechter: Pieter Vink ( Nederland) |
| 14 juni 2008 «onderlinge duels» 18:00 (UTC+2) | Ibrahimović 34' | Wedstrijdverslag | 15' Torres 90+2' Villa | Tivoli Neu, Innsbruck Toeschouwers: 30.772 Scheidsrechter: Pieter Vink ( Nederland) |

|                                               |             |                  |              |                                                                                          |
| 14 juni 2008 «onderlinge duels» 20:45 (UTC+2) | Griekenland | 0 – 1            | Rusland      | Wals-Siezenheim, Salzburg Toeschouwers: 31.063 Scheidsrechter: Roberto Rosetti ( Italië) |
| 14 juni 2008 «onderlinge duels» 20:45 (UTC+2) |             | Wedstrijdverslag | 33' Zyrjanov | Wals-Siezenheim, Salzburg Toeschouwers: 31.063 Scheidsrechter: Roberto Rosetti ( Italië) |

|                                               |                |                  |                         |                                                                                        |
| 18 juni 2008 «onderlinge duels» 20:45 (UTC+2) | Griekenland    | 1 – 2            | Spanje                  | Wals-Siezenheim, Salzburg Toeschouwers: 30.883 Scheidsrechter: Howard Webb ( Engeland) |
| 18 juni 2008 «onderlinge duels» 20:45 (UTC+2) | Charisteas 42' | Wedstrijdverslag | 61' De la Red 88' Güiza | Wals-Siezenheim, Salzburg Toeschouwers: 30.883 Scheidsrechter: Howard Webb ( Engeland) |

|                                               |                                 |                  |        |                                                                                         |
| 18 juni 2008 «onderlinge duels» 20:45 (UTC+2) | Rusland                         | 2 – 0            | Zweden | Tivoli Neu, Innsbruck Toeschouwers: 30.772 Scheidsrechter: Frank De Bleeckere ( België) |
| 18 juni 2008 «onderlinge duels» 20:45 (UTC+2) | Pavljoetsjenko 24' Arsjavin 50' | Wedstrijdverslag |        | Tivoli Neu, Innsbruck Toeschouwers: 30.772 Scheidsrechter: Frank De Bleeckere ( België) |

## Overzicht van wedstrijden
| Groepswedstrijden | | | |
| Groep A | Groep B | Groep C | Groep D |
| Zwitserland - Tsjechië Portugal - Turkije Tsjechië - Portugal Zwitserland - Turkije Zwitserland - Portugal Turkije - Tsjechië | Oostenrijk - Kroatië Duitsland - Polen Kroatië - Duitsland Oostenrijk - Polen Oostenrijk - Duitsland Polen - Kroatië | Roemenië - Frankrijk Nederland - Italië Italië - Roemenië Nederland - Frankrijk Nederland - Roemenië Frankrijk - Italië | Spanje - Rusland Griekenland - Zweden Zweden - Spanje Griekenland - Rusland Griekenland - Spanje Rusland - Zweden |
| Kwartfinales | | | |
| Portugal - Duitsland | Kroatië - Turkije | Nederland - Rusland | Spanje - Italië                                                                                                   |
| Halve finales | | | |
| Duitsland - Turkije | Duitsland - Turkije                                                                                                  | Rusland - Spanje | Rusland - Spanje                                                                                                  |
| Finale | | | |
| Duitsland - Spanje | | | |